# 10 juin 1986
Le mardi 10 juin 1986 est le 161e jour de l'année 1986.

## Naissances
- Adeline Sangnier, pilote automobile française
- Al Alburquerque, joueur de baseball dominicain
- Amr Seoud, athlète égyptien, spécialiste du sprint
- Anja Noske, rameuse allemande
- Benoît Girondel, coureur d'ultra-trail français
- Bilel Souissi, joueur de football tunisien
- Brian Connelly, joueur professionnel de hockey sur glace américain
- Chad Johnson, joueur de hockey sur glace canadien
- Freddy Lecarpentier, directeur sportif
- Fregalsi Debesay, coureur cycliste érythréen
- Hajime Hosogai, footballeur japonais
- Marco Andreolli, footballeur italien
- Mercy Njoroge, athlète kényane
- Nitzan Hanochi, joueur de basket-ball israélien
- Simon Courcelles, joueur professionnel canadien de hockey sur glace

## Décès
- Edgar Petersen (né le 26 avril 1904), pilote de bombardier allemand
- Jean Courbon (né le 28 mai 1913), ingénieur des ponts et chaussées français
- Raymond Sigurd Fredriksen (né le 11 septembre 1907), peintre français
- Samuel Zauber (né en 1901), footballeur roumain